# Виллет (Мёрт и Мозель)
Вилле́т (фр. Villette) — коммуна во французском департаменте Мёрт и Мозель региона Лотарингия. Относится к  кантону Лонгийон.	

## География
Виллет расположен в 65 км к северо-западу от Меца и в 100 км к северо-западу от Нанси. Соседние коммуны: Аллондрель-ла-Мальмезон на северо-востоке, Кольме на юге, Шаранси-Везен и Эпье-сюр-Шье на северо-западе.
На северо-востоке от коммуны находится местный аэропорт Лонгийон-Виллет.

## История
- На территории коммуны имеются многочисленные следы галлороманского периода и эпохи Меровингов, в том числе несколько галлороманских некрополей (La pièce des Trépassés, La Terme, La Porreau).

## Демография
Население коммуны на 2010 год составляло 198 человек.
| 1962 | 1968 | 1975 | 1982 | 1990 | 1999 | 2010 |
| ---- | ---- | ---- | ---- | ---- | ---- | ---- |
| 196  | 185  | 172  | 188  | 188  | 212  | 198  |

## Достопримечательности
- Замок де Виллет XIII-XIV веков.

## Галерея

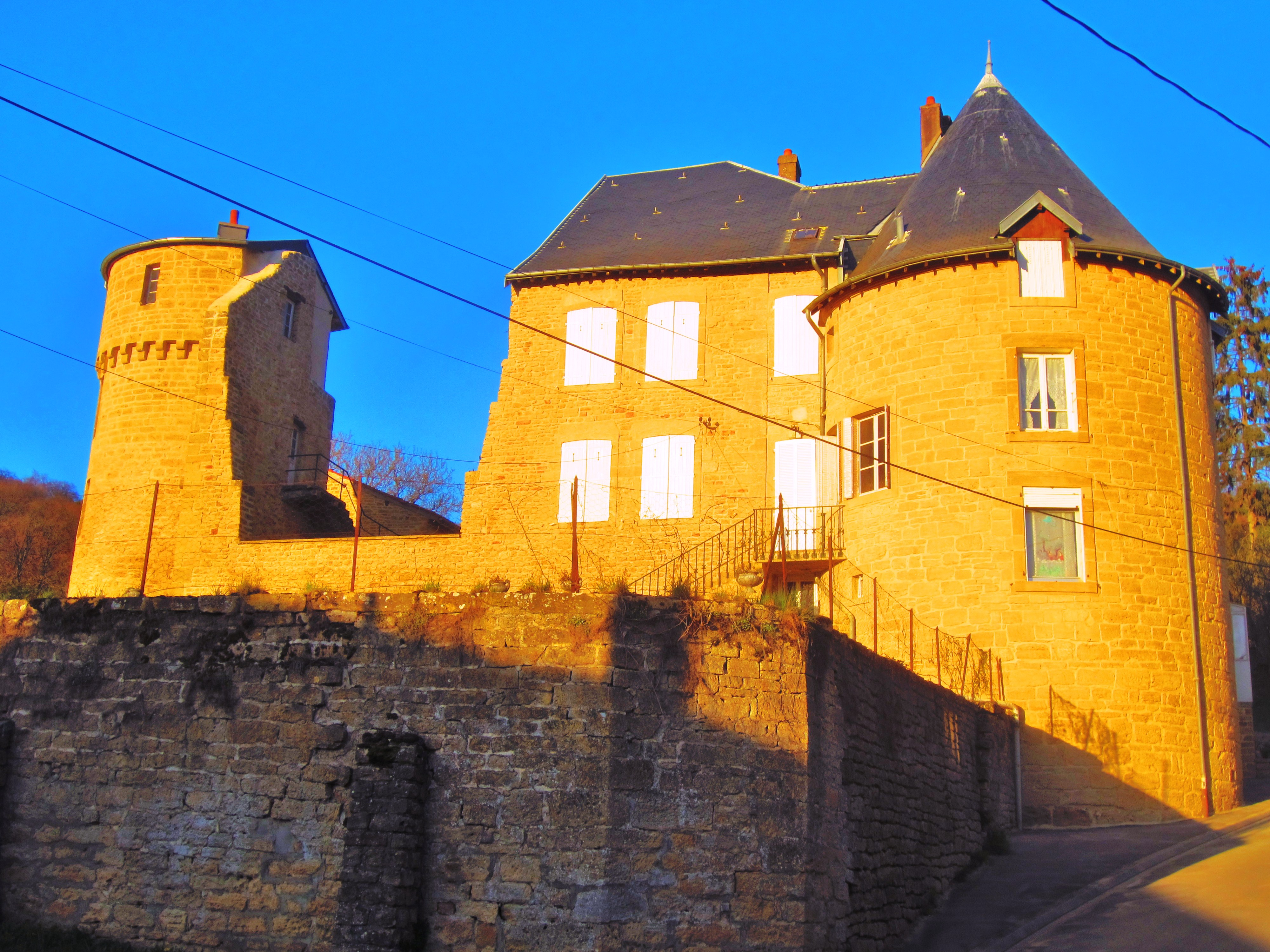
Замок Виллет.
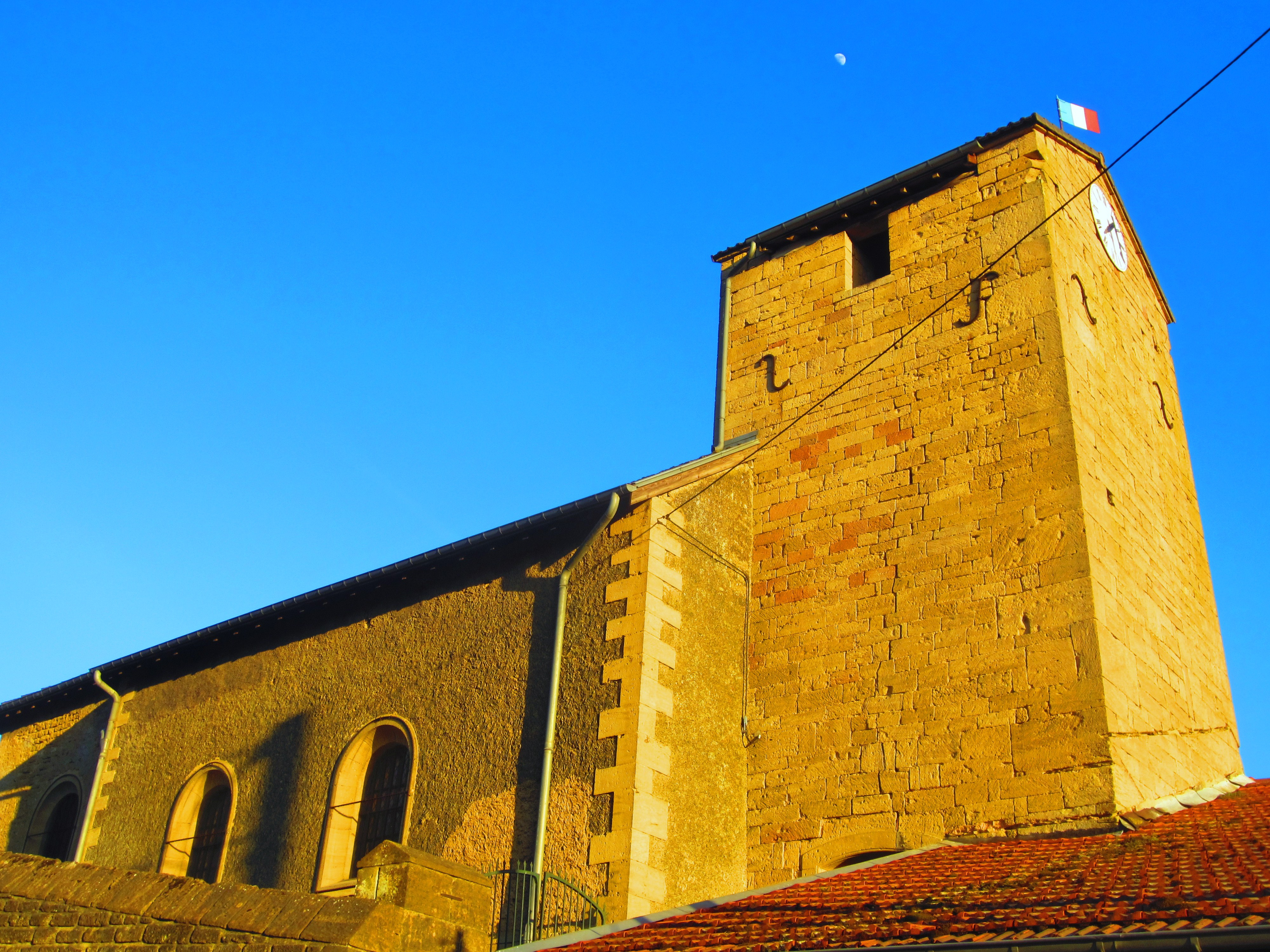
Церковь Сен-Симфорьян.
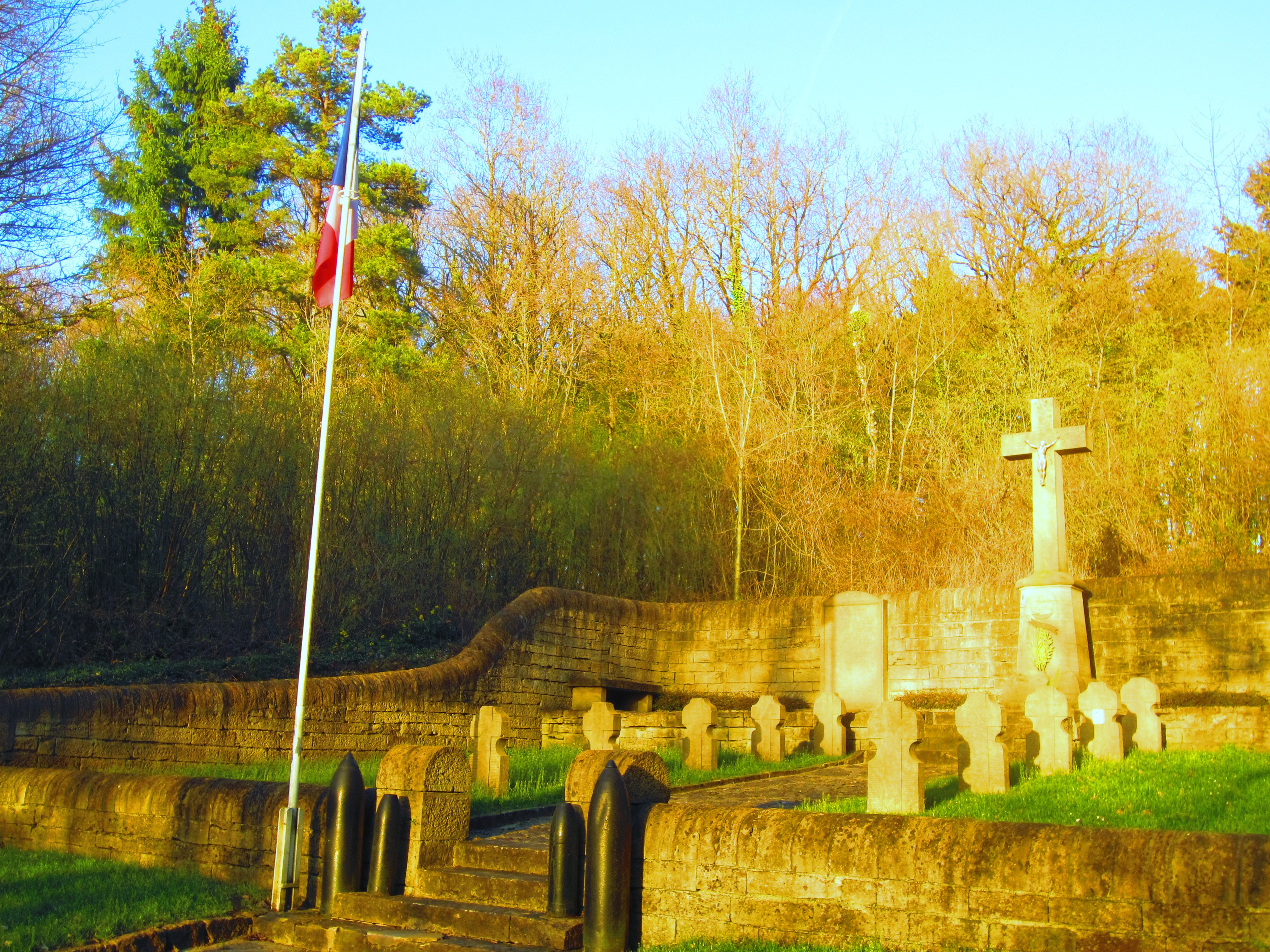
Военное французское кладбище.